# هاینریش بل
هاینریش تئودور بُل (به آلمانی: Heinrich Theodor Böll)‏ (تلفظ آلمانی: [bœl]) (زادهٔ ۲۱ دسامبر ۱۹۱۷ – درگذشتهٔ ۱۶ ژوئیهٔ ۱۹۸۵) نویسندهٔ آلمانی و برندهٔ جایزه نوبل ادبی بود. بیشتر آثار او به جنگ (به‌خصوص جنگ جهانی دوم) و آثار پس از آن می‌پردازد.

## زندگی
هاینریش بل در ۲۱ دسامبر ۱۹۱۷ در شهر کلن آلمان، در خانواده‌ای کاتولیک و صلح‌جو (پاسیفیست) به دنیا آمد. خانوادهٔ او مخالف نازیسم بودند و هاینریش هم در دههٔ ۱۹۳۰ حاضر نشد به سازمان جوانان هیتلری بپیوندد. در بیست‌سالگی پس از اخذ دیپلم در یک کتاب‌فروشی مشغول کار شد و پس از آن در دانشگاه کلن در رشتهٔ مطالعات آلمانی و کلاسیک تحصیل کرد. با آغاز جنگ جهانی دوم، برای خدمت به ورماخت فراخوانده شد و در جبهه‌های لهستان، فرانسه، رومانی، مجارستان و شوروی حاضر شد.
در سال ۱۹۴۲، بل با  آن‌ماری سش ازدواج کرد. حاصل این ازدواج سه پسر بود اما اولین فرزند آنها، کریستوف، در سال ۱۹۴۵ بر اثر بیماری از دنیا رفت. آن‌ماری بعدها در ترجمهٔ چند اثر انگلیسی به آلمانی، با بل همکاری کرد.
بل در دوران جنگ چهاربار مجروح و مبتلا به تیفوس شد. نهایتاً در آوریل ۱۹۴۵ به اسارت ارتش ایالات متحده درآمد و به اردوگاه اسرای جنگی فرستاده شد. پس از پایان جنگ، با همسرش در شهر کلن، شهری که ۸۰ درصدش در اثر جنگ ویران شده بود، اقامت گزید و در مغازهٔ نجاری خانواده‌اش شروع به کار کرد. در سال ۱۹۵۰ به مدت یک‌سال به‌عنوان مسئول سرشماری آپارتمان‌ها و ساختمان‌ها در ادارهٔ آمار مشغول به کار شد اما از این شغل راضی نبود و بالاخره تصمیم گرفت ریسک کند و به دنبال نویسندگی برود.
بل در ۳۰ سالگی نویسندهٔ تمام‌وفت شد. اولین رمان او به نام «قطار به موقع رسید» در سال ۱۹۴۹ به چاپ رسید. در همین سال، او را به جلسهٔ گروه ۴۷ که متشکل از حلقهٔ نویسندگان آلمانی بود دعوت کردند. در سال ۱۹۵۱ جایزهٔ ادبی گروه ۴۷ را برای داستان «گوسفند سیاه» دریافت کرد. در ۱۹۵۶ به ایرلند سفر کرد و یک‌سال بعد کتاب «یادداشت‌های روزانهٔ ایرلند» را به چاپ رساند.

پس از آن، رمان‌ها، داستان‌های کوتاه، نمایشنامه‌های رادیویی و مجموعه‌جستارهای متعددی از هاینریش بل منتشر شد.

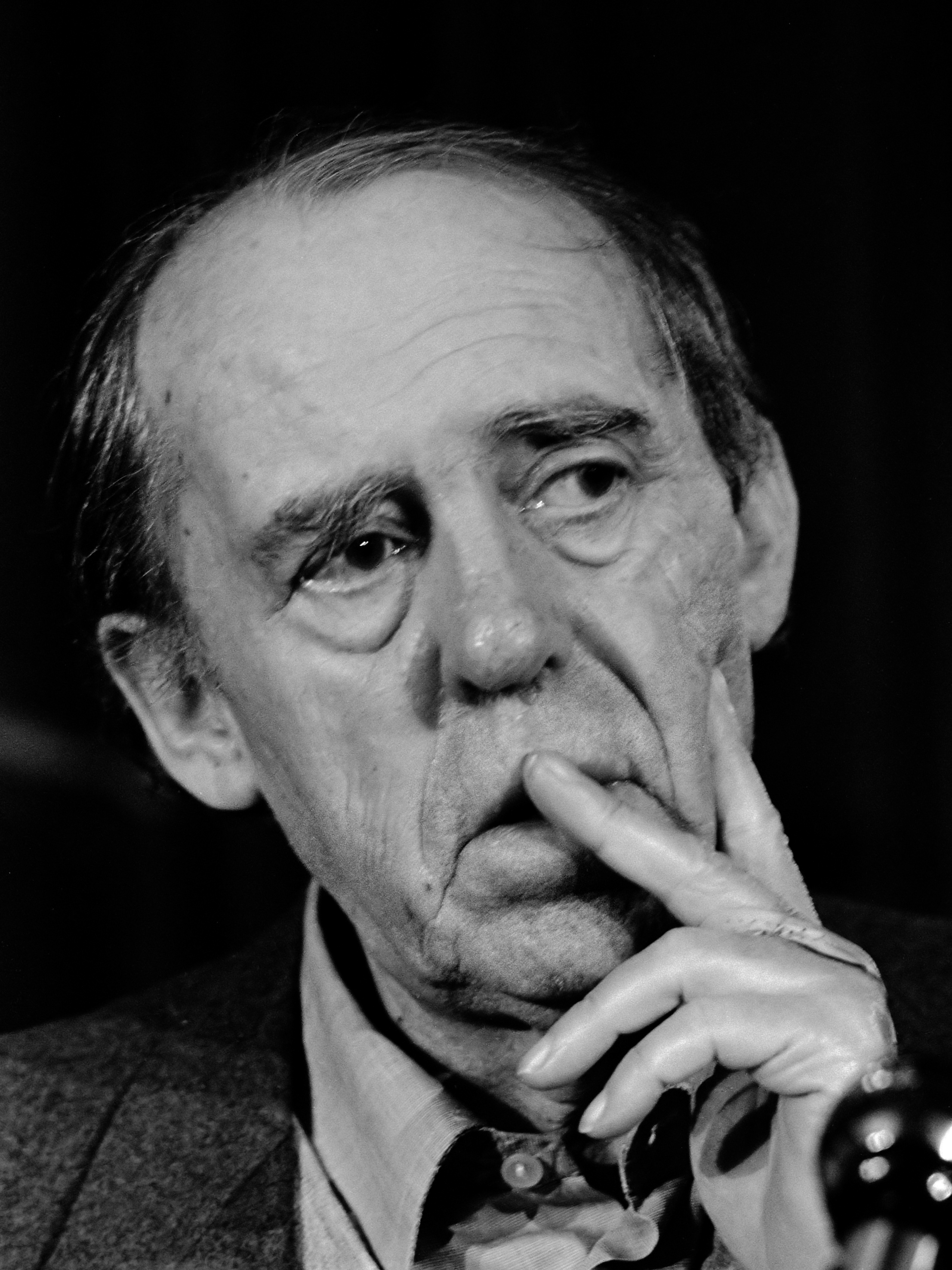
در سال ۱۹۸۳

هاینریش بل خروج خود و همسرش را از کلیسای کاتولیک، در سال ۱۹۷۶، اعلام کرد. او در ۱۶ ژوئیه ۱۹۸۵ از دنیا رفت و در نزدیکی زادگاهش به خاک سپرده شد.

## جایزه‌ها و افتخارات
بل نویسندهٔ بسیار موفقی بود و بارها از او تقدیر و ستایش شده است. در سال ۱۹۵۳، جایزهٔ فرهنگ آلمان، جایزهٔ رادیوی جنوب آلمان و جایزهٔ منتقدان آلمان را دریافت کرد. در ۱۹۵۴، جایزهٔ تریبونِ پاریس به او تعلق گرفت. در ۱۹۵۵، جایزهٔ فرانسه برای بهترین رمان خارجی به او اهدا شد. در ۱۹۵۸ جایزهٔ ادوارد فون‌درهایت از شهر ووپرتال و جایزهٔ آکادمی هنرهای زیبای باواریا را دریافت کرد و در ۱۹۵۹، جایزهٔ بزرگ هنر ایالت نوردراین-وستفالن و جایزهٔ ادبی شهر کلن را گرفت و به عضویت آدکادمی علم و هنر در شهر ماینتس درآمد. در ۱۹۶۰ عضو آکادمی هنرهای زیبای باواریا  شد و جایزهٔ شارل ویون را دریافت کرد. در ۱۹۶۷، جایزه گئورگ بوشنر به او تعلق گرفت. در سال ۱۹۷۲، جایزهٔ نوبل ادبیات را دریافت کرد. 
بل تا زمان مرگش چندین جایزهٔ افتخاری دیگر هم دریافت کرد از جمله عضویت در آکادمی هنر و نامه‌نگاری آمریکا در ۱۹۷۴ و مدال کارل فون اوسیتزکی (به‌خاطر دفاع از حقوق بشر در سطح جهان). او در سال ۱۹۷۱ به ریاست «انجمن قلم آلمان» را رسید و همچنین از ۱۹۷۱ تا ۱۹۷۳ریاست انجمن بین‌المللی قلم را برعهده داشت.

## آثار

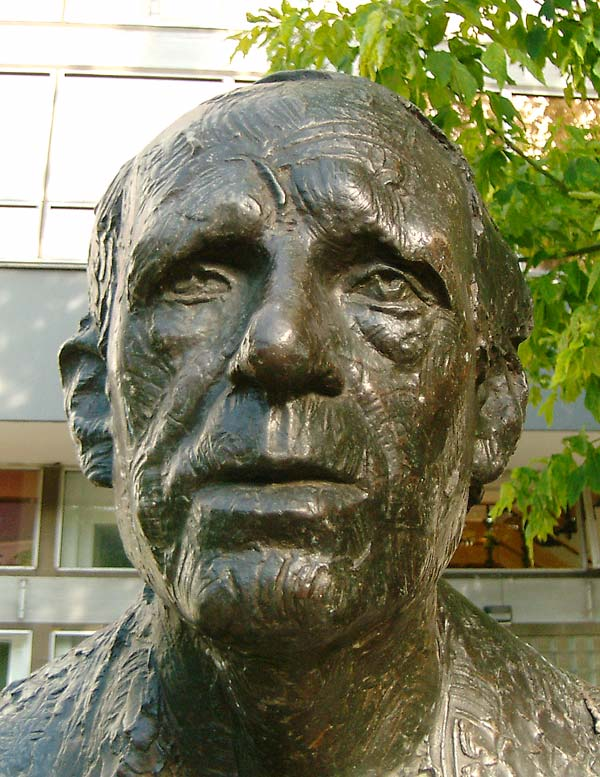
یادبود هاینریش بل در برلین

هاینریش بُل عاشق مردمان ساده و بی‌غل‌وغش است و قهرمانان داستان‌های او درماندگان و شکست‌خوردگانند، اما بُل آنها را شکست‌خورده نمی‌داند و نشان می‌دهد که حرص به کسب مال و مقام، وقتی که انسان می‌تواند علی‌رغم دشواری‌ها تا به آخر انسان باقی بماند، واقعاً درخور استهزاست؛ و هاینریش بُل کسی است که تا به آخر انسان باقی می‌ماند.
علیرغم تنوع مضامین و محتوای آثار بل، الگوهای مشابهی در اغلب آثار او وجود دارد: او در اغلب رمان‌ها و داستان‌هایش به توصیف زندگی خصوصی و فردی، و تلاش برای حفظ آن در مقابل جنگ، تروریسم، اختلافات سیاسی و گذار عمیق اقتصادی و اجتماعی می‌پردازد. در تعدادی از آثار بل، قهرمان کتاب انسانی فردگرا، کله‌شق و عجیب‌وغریب است که با سازوکار دولت و نهادهای عمومی سر ستیز دارد.
بل به‌خاطر تجربه‌هایی که در جنگ جهانی دوم کسب کرده بود، عمیقاً صلح‌جو بود. تمامی آثار و رمان‌های او در سال‌های پس از جنگ، به نوعی با جنگ و جلوگیری از تکرار آن ارتباط داشت.
آثار هاینریش بل به بیش از ۳۰ زبان ترجمه شده که او را به یکی از پرخواننده‌ترین نویسندگان آلمان تبدیل کرده است.

### فهرست کتاب‌ها
- قطار به موقع رسید (۱۹۴۹) ترجمهٔ کیکاووس جهانداری انتشارات چشمه.
- گوسفندان سیاه (۱۹۵۱) ترجمهٔ محمد چنگیز انتشارات نقش خورشید.
- آدم، کجا بودی؟ (۱۹۵۱) ترجمهٔ ناتالی چوبینه انتشارات سپیده سحر.
- و حتی یک کلمه هم نگفت (۱۹۵۳) ترجمهٔ حسین افشار انتشارات دیگر.
- خانه‌ای بی‌سرپرست (۱۹۵۴) ترجمهٔ ناتالی چوبینه تحت عنوان خانهٔ بی‌حفاظ انتشارات سپیده سحر.
- نان سال‌های جوانی (۱۹۵۵) ترجمهٔ محمد اسماعیل‌زاده انتشارات چشمه، جاهد جهانشاهی انتشارات دیگر.
- یادداشت‌های روزانهٔ ایرلند (۱۹۵۷) ترجمهٔ منوچهر فکری ارشاد انتشارات توس و با نام دفترچهٔ خاطرات ایرلندی ترجمهٔ سارنگ ملکوتی انتشارات نگاه.
- بیلیارد در ساعت نه و نیم (۱۹۵۹) ترجمهٔ کیکاووس جهانداری انتشارات سروش. این رمان در لیست ۱۰۰۱ کتاب که باید قبل از مرگ بخوانید قرار دارد.
- عقاید یک دلقک (۱۹۶۳) ترجمهٔ سپاس ریوندی انتشارات ماهی، محمد اسماعیل‌زاده انتشارات چشمه، شریف لنکرانی انتشارات جامی.
- جدایی از گروه (۱۹۶۴)
- خندان (۱۹۶۶)، مجموعه داستان تا نشستیم تمام شد، ترجمه علی بیات، انتشارات چهره مهر، ۱۴۰۳
- پایان مأموریت (۱۹۶۶) ترجمهٔ ناتالی چوبینه انتشارات سپیده سحر و پیام امروز.
- سیمای زنی در میان جمع (۱۹۷۱) ترجمهٔ مرتضی کلانتری انتشارات آگاه. این رمان در لیست ۱۰۰۱ کتاب که باید قبل از مرگ بخوانید قرار دارد.
- آبروی از دست رفتهٔ کاترینا بلوم (۱۹۷۴) ترجمهٔ شریف لنکرانی انتشارات خوارزمی، حسن نقره‌چی انتشارات نیلوفر. این رمان در لیست ۱۰۰۱ کتاب که باید قبل از مرگ بخوانید قرار دارد.
- شبکهٔ امنیتی (۱۹۷۹) ترجمهٔ محمدتقی فرامرزی انتشارات کتاب مهناز. این رمان در لیست ۱۰۰۱ کتاب که باید قبل از مرگ بخوانید قرار دارد.
- زنان در چشم‌انداز رودخانه (۱۹۸۵) ترجمهٔ کامران جمالی انتشارات کتاب مهناز.
- میراث (۱۹۸۲) ترجمهٔ سیامک گلشیری، انتشارات مروارید.
- فرشته سکوت کرد (۱۹۹۲) ترجمهٔ سعید فرهودی، نشر نون، ۱۳۹۳.
- اتفاق (۱۹۸۱) ترجمهٔ حمزه علی محمدی، نشر دیبایه، شهر کتاب، ۱۳۹۳.
- ویمپو (۱۹۸۱) ترجمهٔ حمزه علی محمدی، انجمن فرهنگی اتریش، ۱۳۹۶.
- راهب (۱۹۸۲) ترجمهٔ حمزه علی محمدی، انجمن فرهنگی اتریش، ۱۳۹۶.

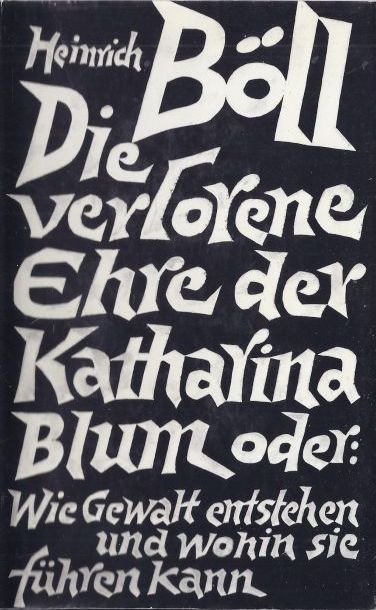
جلد کتاب آبروی از دست رفته کاترینا بلوم

## ترجمهٔ آثار به فارسی
کتاب‌های هاینریش بل در ایران طرفداران بسیاری دارند. تاریخ انتشار اولین کتاب هاینریش بل در ایران به سال ۱۳۴۹ شمسی برمی‌گردد که انتشارات کتاب‌های جیبی رمان عقاید یک دلقک را با ترجمهٔ شریف لنکرانی منتشر کرد. اولین نمایشنامه از وی نیز به نام اتفاق با ترجمهٔ حمزه علی‌محمدی در سال ۱۳۹۳توسط نشر دیبایه به چاپ رسید. شباهت بسیاری از داستان‌ها به مسائل پس از جنگ در ایران، بیان دقیق و غنی و در عین حال ساده و نگاه فلسفی به مسائل زندگی را می‌توان از دلایل محبوبیت هاینریش بل در ایران دانست.